# Erwin Romero
Erwin Romero (Camiri, 27 luglio 1957) è un ex calciatore boliviano, di ruolo centrocampista.

## Carriera

### Club
Ha giocato nella massima serie dei campionati boliviano, argentino e colombiano.

### Nazionale
Con la Nazionale ha preso parte alla Copa América 1979 e alla Copa América 1983.

## Palmarès

### Club

#### Competizioni nazionali
- Campionato boliviano: 3

Oriente Petrolero: 1979
Bolivar: 1982, 1983